# Mattias Roock
Mattias Roock (* 15. August 1980 in Perleberg) ist ein deutscher Koch. Seit 2017 ist er Küchenchef im Restaurant Locanda Barbarossa des Hotels Castello del Sole in Ascona, das mit einem Michelin-Stern und 18 Gault&Millau-Punkten ausgezeichnet wurde.

## Werdegang
Mattias Roock stammt aus einer Familie von Köchen; sein Großvater war in der Gastronomie tätig, sein Vater führte einen Landgasthof.
Mit 16 Jahren begann Roock im Hamburg eine Lehre als Koch. Ab 2002 kochte er im Londoner Restaurant Claridge’s von Gordon Ramsay, 2004 bildete er sich am Culinary Institute of America in Kalifornien und New York fort und schloss anschließend mit 23 Jahren die Küchenmeisterprüfung bei der Handelskammer Hamburg ab.
Nach Stationen im Schweizer Hotel Giardino in Ascona und als Souschef im Steigenberger Frankfurter Hof in Frankfurt am Main wurde Roock 2006 Executive Chef im Kempinski Grand Hotel des Bains in St. Moritz, dessen Gourmetrestaurant Cà d'Oro 2011 mit einem Michelinstern ausgezeichnet wurde. In der Kempinski-Gruppe folgten ab 2013 Anstellungen in Peking, Moskau, Shanghai und Doha.
2017 kehrte Roock nach Ascona zurück und übernahm das Restaurant Locanda Barbarossa des Luxushotels Castello del Sole. Nach sechs Monaten erhielt das Restaurant einen Michelinstern. 2019 wurde er von Gault&Millau zum „Aufsteiger des Jahres im Tessin“ ernannt.

## Stil
Im Locanda Barbarossa praktiziert Roock eine Variante des Farm-to-Table-Konzepts. Viele Zutaten werden im zum Hotel gehörenden Landgut Terreni alla Maggia und dem Weingut Cantina alla Maggia angebaut. Weitere Produkte werden über Partnerbetriebe aus dem Tessin bezogen; Kräuter werden gemäß dem Konzept „Sapori del nostro orto“ („Aromen aus unserem Garten“) direkt im Hotelgarten gezogen.

## Auszeichnungen (Auswahl)
- 2000: Deutscher Jugendmeister[4][3]
- 2001: Goldmedaille bei der Kochweltmeisterschaft in Seoul mit 590/600 Punkten[13][14][5]
- 2011: Ein Michelinstern für das Restaurant Cà d’Oro in St. Moritz[3]
- 2017: Ein Michelinstern für das Restaurant Locanda Barbarossa in Ascona[4]
- 2019: Aufsteiger des Jahres (Tessin, Gault&Millau)[15][16]
- 2021: Grüner Michelinstern[17]